# Фонтанароза
Фонтанароза (італ. Fontanarosa) — муніципалітет в Італії, у регіоні Кампанія, провінція Авелліно.
Фонтанароза розташована на відстані близько 240 км на південний схід від Рима, 70 км на схід від Неаполя, 23 км на північний схід від Авелліно.
Населення — 3217 осіб (2014).
Щорічний фестиваль відбувається 6 грудня. Покровитель — святий Миколай.

## Демографія
Населення за роками:

Станом на 1 січня 2023 року в муніципалітеті офіційно проживали 104 іноземці з 16 країн, серед них 35 громадян країн Євросоюзу та 13 громадян України.

## Сусідні муніципалітети
- Джезуальдо
- Гроттамінарда
- Луогозано
- Мірабелла-Еклано
- Патернополі
- Сант'Анджело-алл'Еска